# Rhinella rubropunctata
Rhinella rubropunctata är en groddjursart som först beskrevs av Alphone Guichenot 1848.  Rhinella rubropunctata ingår i släktet Rhinella och familjen paddor. IUCN kategoriserar arten globalt som sårbar. Inga underarter finns listade i Catalogue of Life.